# Bagrus bajad
Bagrus bajad és una espècie de peix de la família dels bàgrids i de l'ordre dels siluriformes.

## Morfologia
Els mascles poden assolir els 112 cm de longitud total.

## Distribució geogràfica
Es troba a Àfrica: rius Nil, Senegal, Sanaga i Níger, i llacs Txad, Albert i Turkana.